# Ramularia indica
Ramularia indica är en svampart som beskrevs av K.L. Kothari, M.K. Bhatn. & N.S. Bhatt 1967. Ramularia indica ingår i släktet Ramularia och familjen Mycosphaerellaceae.   Inga underarter finns listade i Catalogue of Life.